# 蘇比克灣海軍基地

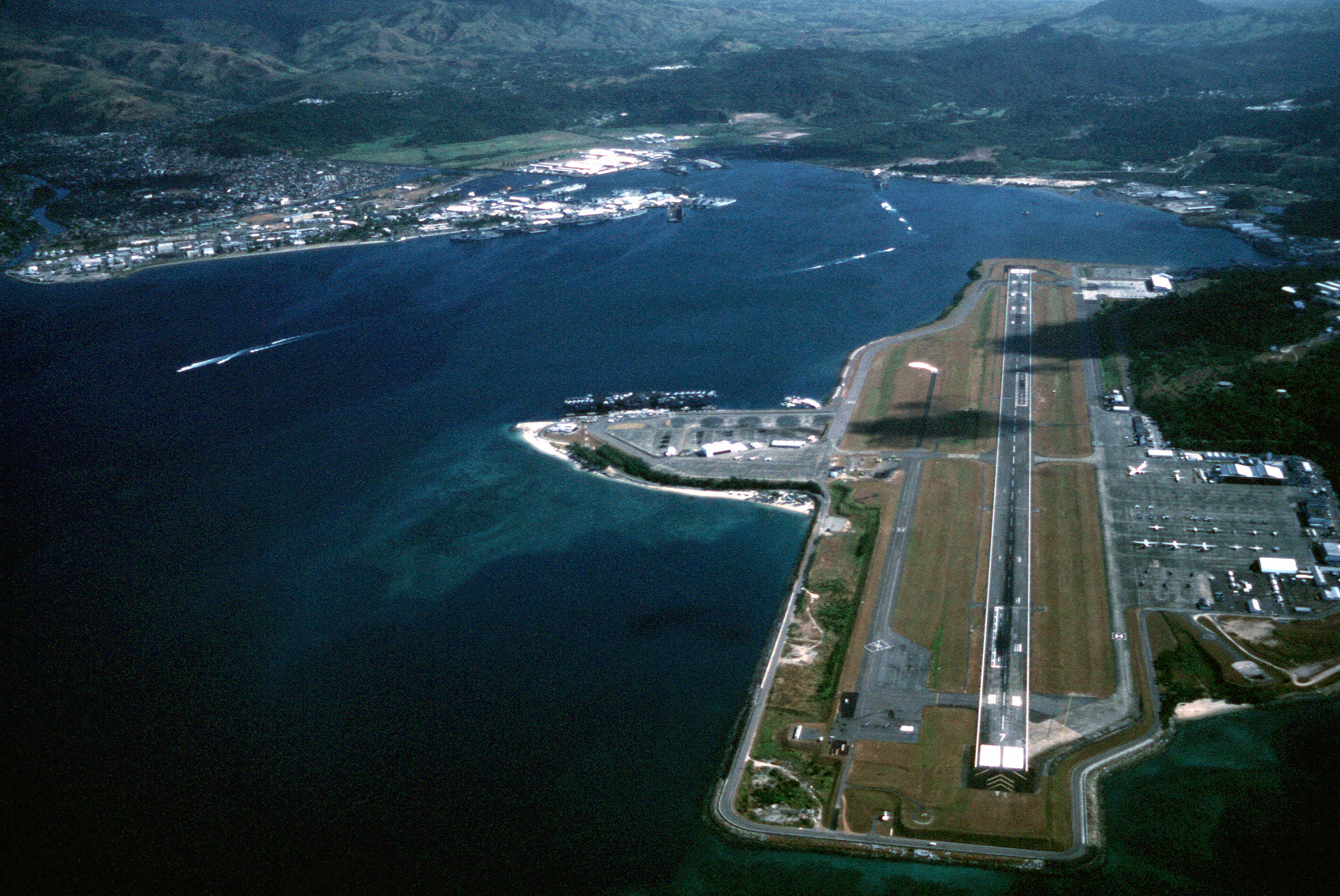
Cubi Point海军航空站，背景为蘇比克灣海军基地

蘇比克灣海军基地，是位于菲律宾吕宋岛中西部的三描礼士省蘇比克灣的一处大型海军基地。基地占地面积678平方公里，大约相当于新加坡的面积。为深水港口，可停泊核动力航空母舰。该海军基地由西班牙王国于1885年建成，20世纪时期为美国海军主要的海外基地。1992年美军基地关闭，港口移交菲律宾，成为自由港经济特区。2022年起，菲律宾启用了部分港口作为海军基地。

## 西班牙时期
16世纪，蘇比克灣的位置由米格尔·洛佩斯·德莱加斯皮的孙子、西班牙征服者Juan de Salcedo发现，但当时并未获得重视。1762年，英国在七年战争占领马尼拉，迫使西班牙海军舰队转移。从这时起，西班牙开始考虑将蘇比克灣作为海军基地。
当时，甲米地为西班牙舰队主力所在地。当地港口水浅且缺少保护，生活条件差，天气恶劣。西班牙对蘇比克灣进行了考察，阿方索十二世国王于1884年宣布该地为海军港口。1885年，蘇比克灣被改造成了西班牙海军基地。

## 美国时期（二战前）
1898年，美西战争爆发。5月1日，美国海军在马尼拉湾海战中击溃了西班牙海军。西班牙放弃菲律宾后，蘇比克灣海军船厂和附近的奥隆阿波由菲律宾占领。
1899年，菲律宾独立战争打响。9月，美国海军及海军陆战队进攻了该地，摧毁了Kalaklan Point的炮台后离开，海军船厂和奥隆阿波仍由起义军占据。同年12月，美军攻占该地。12月10日，美国国旗首次在该地升起。
1905年，西奥多·罗斯福总统宣布在蘇比克灣建立海军基地。之后蘇比克灣成为亚洲舰队的重要维修设施。1906年，杜威号浮动乾船坞运抵蘇比克灣，其可以容纳当时最大的战列舰。1922年《华盛顿海军条约》签订，禁止在菲律宾基地增加防御工事，之后蘇比克灣船厂除浮动干船坞以外的设施都被转移动了甲米地造船厂。1941年，随着战争迫在眉睫，浮动干船坞亦被转移到了Mariveles。

## 日本时期
1941年12月，二战菲律宾战役爆发，日军在吕宋岛登陆推进。当月12日，日军战斗机飞临蘇比克灣，扫射摧毁了全部7架PBY-4卡特琳娜水上飛機。次日，26架日军飞机再次飞临该基地轰炸。随着当地盟军战事日趋恶化，当月24日，马尼拉被宣布为不设防城市，驻蘇比克灣的美军开始后撤。同日，停泊在蘇比克灣的退役装甲巡洋舰前纽约号被凿沉。26日，美国海军陆战队摧毁了蘇比克灣大部分的设施，居民也在撤离前放火烧毁了镇上的建筑物。1942年1月10日，日军抵达该地，并在接下来的三年里占领着该地设施。
1945年1月下旬，美军重新占领蘇比克灣。

## 美国时期（二战后）
美军在重占蘇比克灣后，开始迅速扩建设施。1946年，菲律宾获得完全独立。1947年，菲美双方签订《军事基地协议》，允许美国保留除甲美地海军造船厂外的全部军事基地，租期为99年。1948年底，美国海军西太平洋舰队将其主要行动基地从中国青岛迁至菲律宾的蘇比克灣和桑利角。
在朝鲜战争和越南战争期间，蘇比克灣是美军军用物资的主要转运和供应基地之一，也是美国海军舰艇重要的维修、加油、补给和维护基地。越南战争期间，第七艦隊约六成的服务和维修工作是在蘇比克灣进行的。1953年时，基地有1,764名军事人员和5,306名文职人员。到1968年，增加到5,000名军事人员和16,600 名平民（16,000名菲律宾人和600名美国文职人员）。1970年后，基地人数回到战前程度。
1966年，菲美双方修订了《军事基地协议》，将租期改为1966年起的25年，到期前一年再由双方续约。
1991年6月，皮纳图博火山开始喷发，10日克拉克空军基地人员皆撤至蘇比克灣海军基地。15日，火山发生了最剧烈的爆发，为20世纪发生在陆地上第二大规模的火山爆发。位于火山西南约25英里处蘇比克灣海军基地被一英尺厚的火山灰覆盖，当地约100座建筑物受损，所有非必要的人员都乘船从蘇比克灣基地撤离。同年9月，基地在清理之后恢复了运营。
1991年9月，菲律宾参议院投票否决了延长蘇比克灣基地租约10年（换取每年2.03亿美元援助）的议案，美国被要求关闭该基地，这也是美国在菲律宾的最后一个军事基地。1992年11月26日，最后一批美军搭乘貝洛森林號兩棲突擊艦离开，基地正式关闭。

## 菲律宾时期
美军撤出后，菲律宾通过了《基地转型法》，把基地转变成自由港经济特区。自2000年，美国军舰定期停靠蘇比克灣，参与和菲方的军事演习，或者使用商用港口进行维修和补给。2015年，菲律宾军方和苏比克湾大都会管理局签订协议，将使用该地的部分军事设施。
2022年5月，已破产的原韩进菲律宾造船厂的港口被收购，菲律宾海军在原址启用了新的海军作战基地NOB Subic。该基地之后将成为菲律宾海军大型主力舰的基地。